# 吳錫寯
吳錫寯，陝西省西安府渭南縣人，清朝政治人物、進士出身。
光緒十六年（1890年），参加光緒庚寅科殿試，登進士二甲13名。同年五月，著主事，分户部部学习。